# Orlane Ahanda

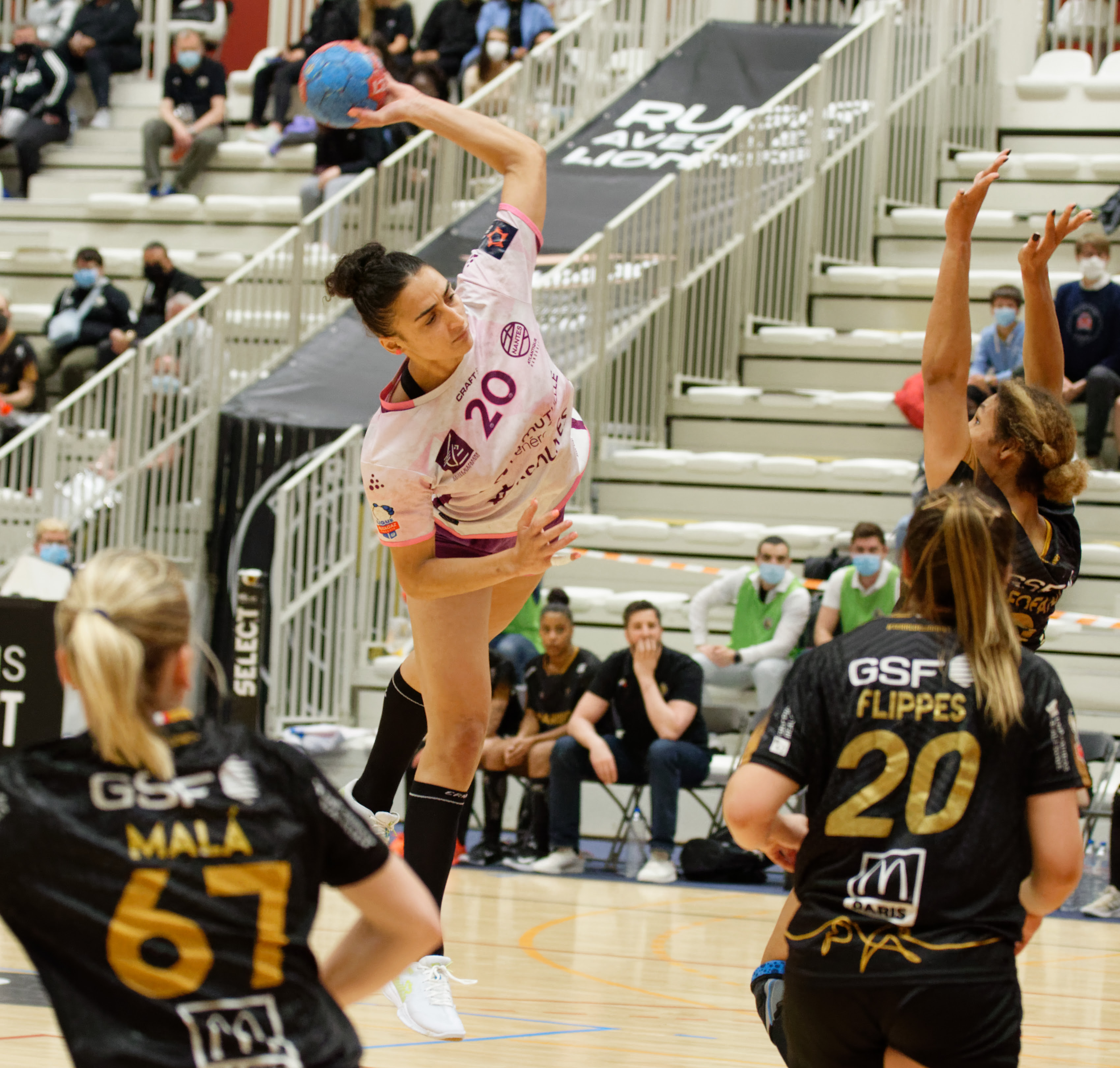
Orlane Ahanda lors de Paris92/Nantes HB en mai 2021.

Orlane Ahanda, née le 20 novembre 1998 à Nantes, est une handballeuse internationale française. Elle évolue au poste de arrière droite au sein des Neptunes de Nantes.

## Biographie
Commençant le handball à l'ALPAC Nantes, elle rejoint le club de Nantes Loire Atlantique Handball en 2011. Elle passe par le Pôle Espoir de Segré. Puis en 2016, elle intègre le centre de formation du club.
En 2016, elle devient championne de France avec les moins de 18 ans du Nantes Atlantique Handball.
Elle fait ses débuts en première division lors de la saison 2016-2017.
Après ces 4 années au centre de formation, elle signe son premier contrat professionnel en 2020 avec le Nantes Atlantique Handball jusqu'en 2023.
Pour sa première année avec le statut professionnel, elle remporte la Ligue européenne (C3) et est finaliste de la Coupe de France face au Brest Bretagne Handball.
Le 6 octobre 2021, elle connait sa première sélection en équipe de France. Puis elle est appelée à participer au Championnat du monde 2021 à la suite de la blessure de Laura Flippes et participe ainsi au bon parcours des Bleues qui atteignent la finale de la compétition.

## Palmarès

### Club
Compétitions internationales
- Vainqueur de la Ligue européenne (C3) en 2021  (avec le Nantes Atlantique HB)

Compétitions nationales
- Finaliste de la Coupe de France en 2021  (avec le Nantes Atlantique HB)

### Équipe de France
- Finaliste du Championnat du monde 2021